# Txilin
Txilin est le mot en basque désignant la cloche, la clochette, la sonnaille. Il joue un rôle important sous diverses formes : c'est l'intermédiaire qui annonce diverses fonctions, qui signale des événements et la présence de personnages et d'animaux. On l'utilise également lors de cérémonies ou d'opérations magiques.

## Attributions
On attribue au son des cloches une vertu spéciale contre la foudre et la grêle, c'est pour cela que la coutume voulait qu'on sonne les cloches des églises et de certaines chapelles lorsqu'une tempête s'approchait. C'est ainsi que l'on entend dire dans plusieurs villages, que lorsqu'un lézard mord quelqu'un, il ne s'en détache pas tant qu'on ne sonne pas les cloches de diverses églises. On dit également que si le son des cloches se prolonge plus qu'à l'accoutumée, c'est l'annonce d'une mort prochaine dans les parages. Si on introduit la tête dans l'une des cloches proches de Nuestra Señora la Antigua à Ondarroa (Biscaye), et qu'on la fait sonner au même moment, on pense que l'on guérit les maux de tête. Le son de la cloche Salvatore (Saint Sauveur) de l'ermitage de Mendive (Basse-Navarre) sur la route d'Iraty fait fuir le Basajaun poursuivant le jeune berger qui ramène à son lieu d'origine le candélabre volé dans la dite chapelle — voir la légende plus bas. Les femmes qui avaient du mal à accoucher faisaient sonner à trois reprises une cloche de l'église de Murelaga (Biscaye) — cette cloche s'appelle Belén. Les clochettes et sonnailles de tailles diverses et de formes variées sont utilisées pour identifier les animaux que l'on envoie paître en montagne. On a dû les utiliser autrefois de façon courante comme amulette (kutun) pour protéger les animaux du mauvais œil, le Begizko.

## Étymologie
Txilin signifie « clochette, sonnaille » en basque. Le suffixe a désigne l'article : txilina se traduit donc par « la clochette ».